# Maurice Vaute
 (mai 2025).
 (mai 2025).
 (mai 2025).
La mise en forme du texte ne suit pas les recommandations de Wikipédia : il faut le « wikifier ».
Les points d'amélioration suivants sont les cas les plus fréquents. Le détail des points à revoir est peut-être précisé sur la page de discussion.
- Les titres sont pré-formatés par le logiciel. Ils ne sont ni en capitales, ni en gras.
- Le texte ne doit pas être écrit en capitales (les noms de famille non plus), ni en gras, ni en italique, ni en « petit »…
- Le gras n'est utilisé que pour surligner le titre de l'article dans l'introduction, une seule fois.
- L'italique est rarement utilisé : mots en langue étrangère, titres d'œuvres, noms de bateaux, etc.
- Les citations ne sont pas en italique mais en corps de texte normal. Elles sont entourées par des guillemets français : « et ».
- Les listes à puces sont à éviter, des paragraphes rédigés étant largement préférés. Les tableaux sont à réserver à la présentation de données structurées (résultats, etc.).
- Les appels de note de bas de page (petits chiffres en exposant, introduits par l'outil «  Source ») sont à placer entre la fin de phrase et le point final[comme ça].
- Les liens internes (vers d'autres articles de Wikipédia) sont à choisir avec parcimonie. Créez des liens vers des articles approfondissant le sujet. Les termes génériques sans rapport avec le sujet sont à éviter, ainsi que les répétitions de liens vers un même terme.
- Les liens externes sont à placer uniquement dans une section « Liens externes », à la fin de l'article. Ces liens sont à choisir avec parcimonie suivant les règles définies. Si un lien sert de source à l'article, son insertion dans le texte est à faire par les notes de bas de page.
- La présentation des références doit suivre les conventions bibliographiques. Il est recommandé d'utiliser les modèles {{Ouvrage}}, {{Chapitre}}, {{Article}}, {{Lien web}} et/ou {{Bibliographie}}. Le mode d'édition visuel peut mettre en forme automatiquement les références.
- Insérer une infobox (cadre d'informations à droite) n'est pas obligatoire pour parachever la mise en page.

Pour une aide détaillée, merci de consulter Aide:Wikification.
Si vous pensez que ces points ont été résolus, vous pouvez retirer ce bandeau et améliorer la mise en forme d'un autre article.
Maurice Vaute, né le 27 avril 1913 à Roisin-Honnelles dans le Hainaut et mort le 21 juin 2000 à Chimay, est un compositeur de musique classique, chef de musique et pédagogue belge.

## Biographie
Marurice Vaute étudie la musique aux conservatoires de Mons et de Bruxelles, où il suit notamment des cours de solfège, harmonie, fugue, contrepoint, histoire de la musique et saxophone. 
Il enseigne ensuite dans plusieurs écoles et occupe un poste au Conservatoire royal de Mons. 
Parallèlement, il dirige différentes sociétés musicales et collabore avec la Radio-télévision belge francophone, dont les chœurs interprètent régulièrement ses œuvres.
Son langage musical est influencé par Maurice Ravel, Claude Debussy et Joseph Jongen. Dans les dernières années de sa vie, il s’oriente vers la musique atonale, dans la lignée du théoricien français Julien Falk.
Un fonds Maurice Vaute est conservé à la bibliothèque du Conservatoire royal de Bruxelles.

## Œuvres

### Œuvres symphoniques
- Auprès de toi - aria petit orchestre, 1936
- Arlequins - fantaisie
- Gavotte ancienne
- Menuetto allegretto, orchestre symphonique
- Triptyque, pour orchestre à cordes et clavecin
- Deux mouvements pour les temps venus
- Trinôme, pour orchestre, soli et trio à vent
- Concerto pour saxophone alto et orchestre
- Symphonie de danses, pour orchestre et trio de saxophones
- Espace, intensité (symphonie libre)
- Les heures, trois mouvements symphoniques 1. Prélude 2. Rondo giocoso 3. Postlude
- Concerto pour piano et orchestre
- Concerto pour violon et orchestre
- Rondo pastoral

### Ballets
- Le Reflet dans la Meuse (argument de Malfère[Qui ?])
- Melos

### Instruments solistes
- Lied pour violoncelle et piano, Souvenance
- Moderato allegro pour trompette et piano
- Aube, pour clarinette et piano (lied) ou quatuor à cordes
- Improvisata pour saxophone alto et piano
- Cantilène variée pour saxophone alto et piano (Éditions Maurer à Bruxelles)
- Divertissement à quatre voix pour trompettes (ou bugles ou pistons)
- Invention 84 pour violon et piano

### Piano
- Scherzo
- Rondo amabile
- Cinq minutes contemplatives, Première suite (Éd. Armiane, Versailles)
- Deuxième suite (Vieille chanson, Danse naïve (Éd. Armiane, Versailles), Mélopée)
- Troisième suite (Éd. Maurer, Bruxelles)
- Sonatine
- Cadence, Distique, Epigramme
- Moto perpetuo
- Offrande pour orgue ou piano (Éd. Armiane, Versailles)
- La complainte de l'agneau
- Menuet

### Orchestre et chœurs
- Fantaisie sur une chanson de Colin Muset (Moyen Âge)
- Chanson des brises (poème de Bouilhet, poète français 1823-1869)

### Musique de chambre
- Impromptu pour double quatuor (anches et flûtes)
- Quintette à vent et piano sur un thème russe
- Impromptu pour quatuor de saxophones
- Quatre inventions à trois voix pour flûte, clarinette et basson
- Choral et divertissement pour quatuor de saxophones
- Quatuor à cordes « Stances d'aujourd'hui »
- Troisième quatuor de saxophones « Nocturne, Aubade, Allegretto nobile »
- Dinanderie pour saxophone alto soliste, flûte, clarinette, violon, cello, piano, arrangement pour deux pianos

### Chœurs
- Barque d'or, (4 voix d'hommes), poème de Van Lerberghe
- Les fleurs, (4 voix mixtes), poème d'Ovide Dieu
- Les trois arbres au bout du monde, (4 voix mixtes et piano), poème traduit de l'iroquois par E. Lambotte
- Le long du quai, (4 voix mixtes), poème de Sully Prudhomme
- Cantique, (4 voix mixtes et piano), poème d'Émile Verhaeren
- Psychanalyse, (4 voix mixtes), poème de Constant de Horion
- Paysage, (4 voix mixtes), poème de Simone Simon
- Chant deuxième du Sacre de Charles Plisnier
- Le pêcheur de lune, (4 voix mixtes), poème de S. Bodard
- Chanson, (4 voix mixtes et clavecin), poème de Charles d'Orléans
- Le joli mai, (4 voix mixtes et piano), poème de Valère Gille
- Villanelle, (4 voix mixtes et piano), poème de M. Hemon
- Voici la maison douce, (4 voix mixtes et piano), Les heures du soir, poème d'Émile Verhaeren
- L'enfant devant la mer, (4 voix de femmes, orchestre à cordes et cor anglais), poème d'Élise Vaute-Croix
- Cinq chansons à 4 voix mixtes, technique atonale, sur des poèmes de Maeterlinck, Carême, Druet, Verhaeren et Libbrecht
- Six chants à 2 et 3 voix (poèmes de Carême, Ley, Simon)
- Quatre « Noëls Wallons » harmonisés (4 voix mixtes)
- 6 chants à 2 et 3 voix pour collèges et lycées (adoptés par les ministères de l'Éducation et de la Culture)
- Et les blés, (4 voix mixtes), poème de Druet
- Fables et chansonnettes pour jeunes (paroles de Ki Wist alias Jacques Henriquez)

- Poésies d'enfants (4 voix mixtes), technique atonale

### Mélodies (Chant et piano)
- La lune blanche, poème de Verlaine
- Spleen, poème de Marguerite Denée
- Chanson triste, poème de J.M.Deronchène
- Intimité, poème de Denise Malray-Ticx
- J'ai perdu ma peine, poème de Simone Simon
- Prière, poème de Suzette Bodard
- Aix-en-Provence, poème de Georges Jean Bartel
- Instants, poème de Denise Malray-Ticx
- Hommes de tous pays, poème de Laure Rolland
- Le démon des orages, poème de Jean-Louis Vanham
- Partage, poème de Vanham (atonal)
- Ciel gris, ciel noir, poème de Maurice Carême
- Testament, poème de Lisa Chastelet
- Le petit âne gris, poème de Louis Lecomte (atonal)
- Le petit frère, texte Madeleine Ley (non déclaré à la SABAM)
- Les parfums roux, poème de Vanham (atonal)
- Dis-moi qui c'est, poème de Ki Wist, alias Jacques Henriquez
- Chant de Noël, extrait de Les chansons et les heures de Marie-Noël

### Enseignement du solfège
- 21 morceaux de solfège à 5 clés (chant et piano)

### Harmonie et fanfare
- Auprès de toi - aria pour fanfare
- Entracte commémoratif - Marche de concert pour fanfare
- Poème pastoral, pour cor solo et fanfare (arr. pour harmonie)
- Prélude et rondo pour fanfare
- Pavane pour le teddy - fantaisie, pour fanfare ou harmonie
- Pour un anniversaire - Marche de concert pour fanfare et harmonie
- Menuetto allegretto pour harmonie et fanfare
- Danse des villageois - extraite du ballet « Le reflet dans la Meuse » pour harmonie et fanfare

### Musique légère
- Saxophone alto et piano (Editions Buyst, Bruxelles)
- Deux soli : Parfum d'une rose et Atlantic
- Jenny

Sous le pseudonyme de Jean Morivaut 
- Toute belle, piano et accordéon
- Belle promenade, piano et accordéon
- Sans souci
- Simple histoire, Fox trott
- Comprendras-tu, slow fox

## Sources
- Thierry Levaux, Dictionnaire des compositeurs de Belgique, Editions Art in Belgium, Conseil de la musique de la Communauté française, 2004,  (ISBN 2930338377).
- Rik Decan, Qui est qui en Belgique francophone, éditions BRD, Bruxelles, 1981,  (ISBN 9065980016)
- Fonds Maurice Vaute, Bibliothèque du Conservatoire royal de Bruxelles.